# خور اسکیل

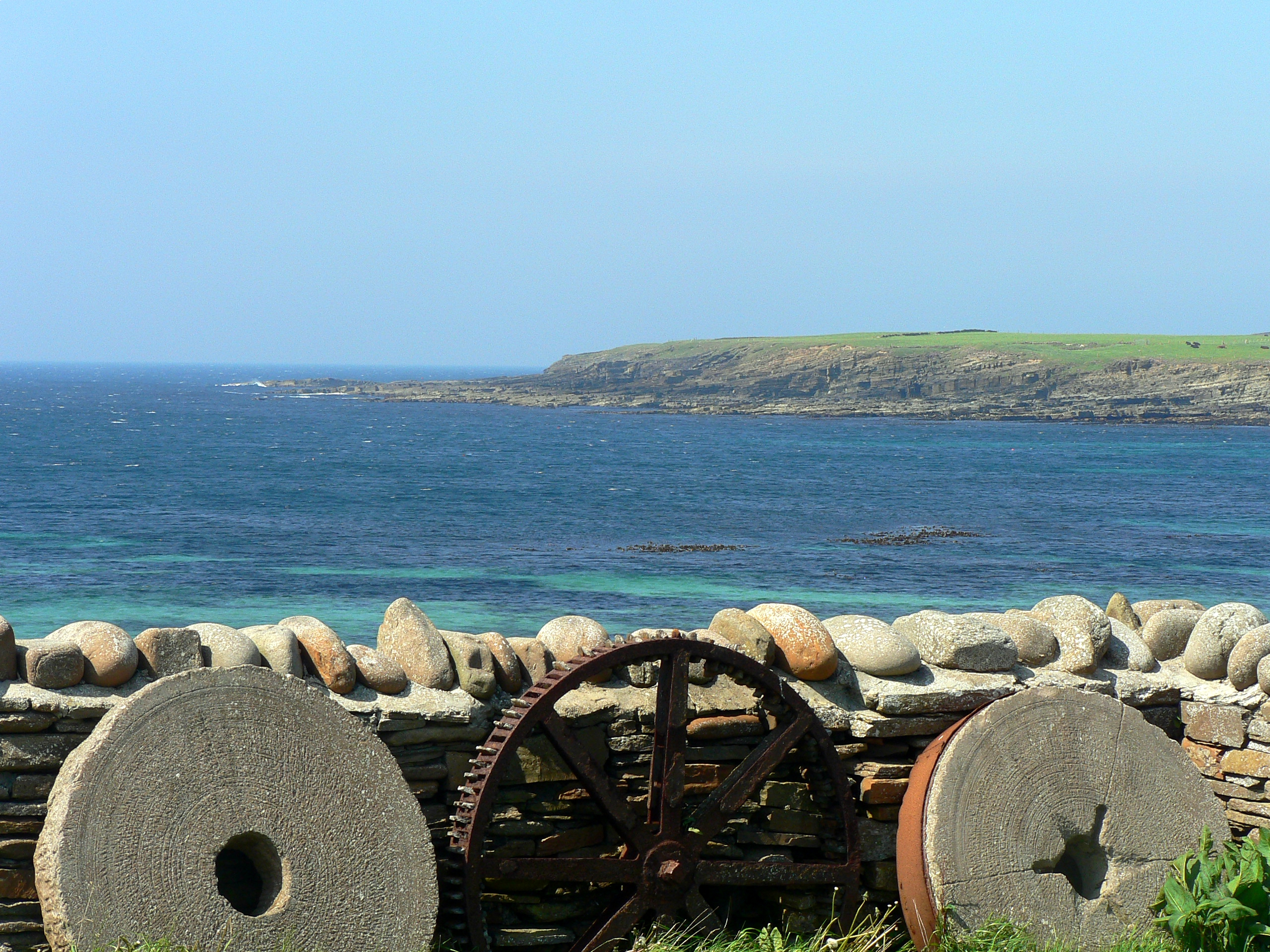
دید خور اسکیل از سکارابرای

خور اسکِیل (انگلیسی: Bay of Skaill) خلیج کوچکی است در ساحل غربی مین‌لندِ اورکنی در اسکاتلند. این خور مکان سکونت‌گاه معروف مرتبط با دوران نوسنگی، سکارا برای و خانه اسکیل است.